# Леопольдув (Білобжезький повіт)
Леопольдув (пол. Leopoldów) — село в Польщі, у гміні Білобжеґі Білобжезького повіту Мазовецького воєводства.